# 五諸侯三
后髮座27，又名BD+17 2533，HD 111067、SAO 100252、HR 4851，是后髮座的一颗恒星，视星等为5.12，位于銀經296.68，銀緯79.39，其B1900.0坐标为赤經12h 41m 39s，赤緯+17° 79.39′ 26″。